# Ivar Fredholm
Erik Ivar Fredholm, född 7 april 1866, död 17 augusti 1927, var en svensk matematiker, som är känd för sina arbeten kring integralekvationer och spektralteori. Han var son till Aseas grundare Ludvig Fredholm och bror till industrimannen John Fredholm. 
Efter ett par års studier vid Kungliga Tekniska högskolan och vid Uppsala universitet, övergick Fredholm 1888 till Stockholms högskola, där han inom kort intog en bemärkt plats inom kretsen kring Gösta Mittag-Leffler. Även om han snart skulle visa sig i stånd att lämna värdefulla bidrag till den av högskolans matematiker framför allt företrädda funktionsteorin, intog han som elev en särställning genom en från början starkt betonad inriktning mot den matematiska fysiken.
Fredholm blev filosofie doktor i Uppsala 1898. Gradualavhandlingen behandlar det fysikaliska problemet att upplösa de elastiska jämviktsekvationerna för medier av mycket allmänna elastiska egenskaper. Sedan länge hade hans intresse kretsat kring potentialteorins grundläggande randvärdesproblem, "Dirichlets problem", och dess samband med vissa intergralekvationer. 1899 lyckades han ange den allmänna upplösningen av dessa integralekvationer i form av kvoten mellan två ständigt konvergerande potensserier. Hans studier av integralekvationer publicerades år 1900 under titeln Sur une nouvelle méthode pour la résolution du problème de Dirichlet och fick avgörande betydelse för funktionalanalysens utveckling.
Han var från 1906 professor i matematisk fysik vid Stockholms högskola, och 1908 tilldelades han Ponceletpriset av Franska vetenskapsakademin. Fredholm invaldes 1914 som ledamot av Vetenskapsakademien och blev 1919 ledamot av Ingenjörsvetenskapsakademien.
Fredholmoperatorn, som ursprungligen uppfanns av den tyske matematikern Fritz Noether, är namngiven efter Ivar Fredholm. Han har också fått månkratern Fredholm uppkallad efter sig av internationella astronomiska unionen. Detta skedde 1976.